# Christian Noboa
Christian Fernando Noboa Tello (* 9. dubna 1985, Guayaquil, Ekvádor) je ekvádorský fotbalový záložník a reprezentant, od roku 2019 hráč ruského klubu PFK Soči.

## Klubová kariéra
- CS Emelec 2004–2007
- FK Rubin Kazaň 2007–2012
- FK Dynamo Moskva 2012–2015
- PAOK FC 2015
- FK Rostov 2015–2017

## Reprezentační kariéra
V A-mužstvu Ekvádoru debutoval v roce 2009.
Kolumbijský trenér Ekvádoru Reinaldo Rueda jej nominoval na Mistrovství světa 2014 v Brazílii, kde Ekvádor po prohře 1:2 se Švýcarskem, výhře 2:1 nad Hondurasem a remíze 0:0 s Francií obsadil se čtyřmi body nepostupové třetí místo v základní skupině E.